# Rue Alphonse-Karr
La rue Alphonse-Karr est une voie du 19e arrondissement de Paris, en France.

## Situation et accès
La rue Alphonse-Karr est une voie publique située dans le 19e arrondissement de Paris. Elle débute au 169, avenue de Flandre et se termine au 20, rue de Cambrai.

## Origine du nom

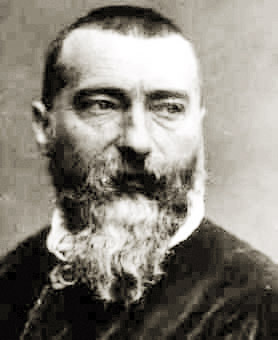
Alphonse Karr.

Elle porte le nom du journaliste et écrivain français Alphonse Karr (1808-1890).

## Historique
Cette voie est ouverte en tant que voie privée en 1864 sous le nom de « passage Auvry » d'après le nom du propriétaire des terrains, M. Auvry, sur lesquels elle a été ouverte.
Devenue une voie publique, elle est classée dans la voirie parisienne par un arrêté du 19 avril 1929 et prend sa dénomination par un arrêté du 10 février 1933.